# Elza Ibrahimova
Elza Ibrahimova (em azeri:  Elza İmaməddin qızı İbrahimova, em russo:  Эльза Имамеддин кызы Ибрагимова, 10 de janeiro de 1938, Hajigabul, R.S.S. do Azerbaijão, URSS - 11 de fevereiro de 2012, Baku, Azerbaijão ) foi uma compositora, artista popular da República do Azerbaijão (2008) e do Daguestão.

## Primeiros Anos
Elza Ibrahimova nasceu em 10 de janeiro de 1938 em Hajiqabul, R.S.S. do Azerbaijão. Ela se formou na Escola de Música Nº 8 em Baku, na classe de Composição da Escola de Música Elevada A. Zeynalli em 1957 e no Departamento de Composição do Conservatório Estadual do Azerbaijão (atual Academia de Música de Baku) em homenagem a U. Hajibeyov em 1964.

## Carreira
Ibrahimova compôs sua primeira música em 1969. Shovkat Alakbarova foi o primeiro intérprete de sua canção chamada "Yalan ha deyil" ("A mentira não é sim", tradução livre), composta para o poema de Mammad Rahim. Ibrahimova foi uma das compositoras que trouxe o ritmo do tango à cena local. Sua música "Qurban verərdim" ("Eu sacrificaria", tradução livre), com letra de Rafig Zeka, não foi aceita pelo Conselho Artístico na era soviética. Foi-lhe dito que a harmonia burguesa do tango não combinava com o espírito soviético. Mas depois, junto com "Qurban verərdim", "Sən mənə lazimsan" (letra de Aliagha Kurchayli), "Bağçadan keçmisən" (letra de A. Alibeyli) e outras músicas que adotaram o ritmo do tango foram adicionadas à lista de músicas favoritas da compositora.
Ela não estava satisfeita apenas com arte de entretenimento. Ela também escreveu um concerto de três partes para fortepiano e orquestra, escrito para obtenção de seu diploma, óperas "Afət", "Şeyx Şamil" e "Yanan laylalar", ("Desastre", "Xeque Shamil" e "Camadas ardentes", tradução livre), além dum hino dedicado aos petroleiros na ocasião do aniversário de 130 anos da indústria petrolífera do Azerbaijão. 
Ela também compôs romances, sonatas e quartetos . As obras "Ey vətən" (cantadas por Rashid Behbudov ) descrevia o Azerbaijão para todo o mundo. Ela escreveu músicas para centenas de poemas de poetas do Azerbaijão e dezenas de exemplos poéticos em russo. 
Ela morreu aos 74 anos em 11 de fevereiro de 2012 após uma doença de longa duração. Ibrahimova foi enterrada no Segundo Alameda da Honra em Baku.

## Principais obras
- Ópera "Afət" (de Huseyn Javid)
- Ópera "Yanan laylalar" (libreto - Ramiz Heydar, 1992)
- Poema de Z. Ziyadoglu: hino "Petroleiros" para solista e orquestra
- Música para o filme “Dunya sevənlərindir” (1998)
- Canções e romances para os poemas de R, Heydar, B.Vahabzade, O. Gochulu, V.Aziz, V.Samedoglu, R.Afandiyeva e outros
- "Requiem" dedicado à memória de Michael Jackson, 2009
- "Gecələr bulaq başi" com letra de B.Vahabzade

## Filmografia
- "Nəğməkar torpaq" (Terra da música) (filme, 1981)
- "Bağişla" (Perdoe-me) (filme, 1983)
- “Qayıdış” (Retorno) (filme, 1992)
- "Yalçın" (filme, 2004)
- "Sən yadima düşəndə" (Quando eu lembro de você) (filme, 2013)

## Honras e prêmios
- Personalidade em Artes, honrada da República do Azerbaijão, em 1992.[4]

- Artista Popular da República do Azerbaijão, em 2008.[5]

- Decreto comemorativo dos 80 anos de Elza Ibrahimova.[6]